# Degtyarev Plant
A Degtyarev plant (oficialmente Open Joint Stock Company VA Degtyarev Plant, Russo: ОАО Завод имени В. А Дегтярёва, comumente abreviado como ЗиД (ZiD), inglês: ОАО Zаvоd imeni V. А. Dеgtyarevа) é uma das mais importantes empresas produtoras de armas da Rússia.

## História
Fundada em Kovrov em 1917, a fábrica de armas de fogo vem fornecendo armas armadas russas e soviéticas com armas desde então. Armas como o Degtyarev fuzil antitanque (PTRD), a infantaria Degtyarev metralhadora (DP-28), a Shpagin metralhadora (PPSh-41) e a metralhadora pesada Goryunov (SG-43 Goryunov) foram criadas na planta.
Em 1989, foi o quarto maior produtor de motocicletas da União Soviética.

## Produção

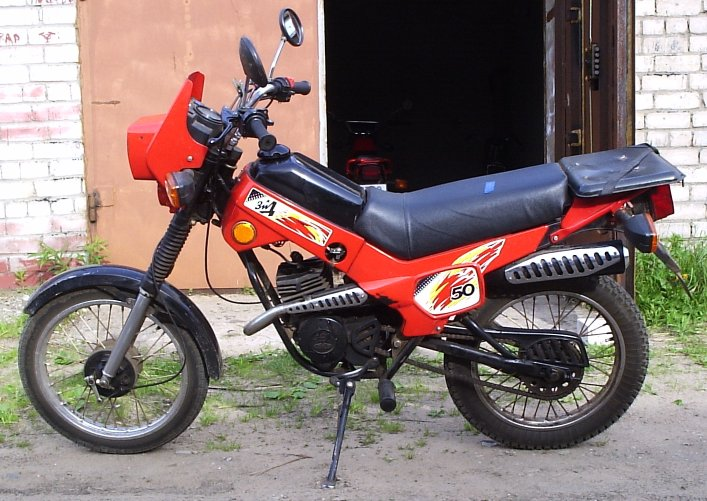
ZiD-50-piloto de ciclomotor

Atualmente, a fábrica Degtyarev está produzindo revólveres, metralhadoras, armas de aeronaves, armas antiaéreas, armas antitanque e sistemas de foguete.

### Produtos
- KSVK (fuzil de precisão)
- PTRD
- Kord (metralhadoras)
- PKM
- PPSh-41
- PKP "Pecheneg"
- Série de fuzis AEK
- AGS-30
- AEK-919K "Kashtan"
- RPG-7V2
- SP81 (sinalizador)

A plant também faz uma série de produtos civis: motos (ou seja Voskhod, ciclomotors, micro - tratores, máquina de costuras e acumulador.